# Parik Malintang
Parik Malintang is een bestuurslaag in het regentschap Padang Pariaman van de provincie West-Sumatra, Indonesië. Parik Malintang telt 5915 inwoners (volkstelling 2010).